# 사소부인
사소부인(四炤夫人/四召夫人, ? ~ ?)은 신라의 왕족으로 성덕왕의 딸이다. 내물마립간의 9대손 이찬 김효방(金孝芳)과 결혼하여 아들 김양상(金良相)을 낳았다. 김양상은 외사촌인 혜공왕을 살해하고 선덕왕으로 즉위하였는데 사소부인은 아들의 즉위에 따라 정의태후(貞懿太后)로 추존되었다.

## 가계
- 아버지 : 성덕왕(聖德王) - 신라 제33대 왕
- 어머니 : 성정왕후(成貞王后)
- 시아버지 : 김원훈(金元訓)
  - 부군 : 김효방(金孝芳 또는 孝方) 해찬(海飡)으로 개성대왕(開聖大王)에 추봉
    - 아들 : 선덕왕(宣德王, ? ~785, 재위:780~785)
    - 자부 : 구족부인 김씨, 각간(角干) 양품(良品)의 딸